# Tádzsik polgárháború
A tádzsik polgárháború (tádzsik nyelven: Ҷанги шаҳрвандии Тоҷикистон) 1992 és 1997 között a közép-ázsiai Tádzsikisztán területén tomboló fegyveres konfliktus, amely közel 150 ezer halottat követelt és a korábban is elmaradott ország infrastruktúrájának jelentős részét elpusztította. A tádzsik sajtóban és könyvekben gyakran használják a ҷанги бародаркуш (testvérgyilkosháború) elnevezést. A polgárháború miatt 1,2 millió ember kényszerült elhagyni a lakhelyét és más, a harcoktól nem érintett tádzsik területekre vagy a szomszédos országokba menekültek. Meggyilkoltak több tucat újságírót is célzott támadások részeként.
A háború oka egyrészt a Szovjetunió idejéből származó kommunista politikai vezetők és az új politikai pártok közötti rivalizálás volt. Másrészt megalapozta a konfliktust az ország hanyatló gazdasági helyzete, amely a szovjet időkben rendkívül kiszolgáltatott volt. A problémák kiélezték az országon belüli nemzetiségi, regionális és különböző klánok közötti ellentéteket, ezért másik elnevezése tádzsik területen ҷанги минтақавӣ (a régiók háborúja).
A háborúba orosz, arab, kazak, üzbég, kirgiz és afgán (főleg tálib) beavatkozásra is sor került.

## Előzmények
A tádzsikoknak a múltban nem volt saját államuk, területükön pedig különféle országok és birodalmak osztoztak. Ráadásul a tádzsik területeknek csak egy része került orosz fennhatóság alá a 19. században. A tádzsik nép másik része Afganisztán határain belül maradt, ezért az afganisztáni tádzsikoknál sokkal erősebb volt az iszlám valláshoz való kötődés.
Tádzsikisztánban sem az orosz, sem a szovjet-kommunista uralom nem hozott alapvető változást, bár területi kialakulása és politikai berendezkedése a Szovjetunióhoz köthető. A szovjetek tették lehetővé a helyi nyelv használatát (kialakult a tádzsik irodalmi nyelv), de a tádzsik nemzettudat nem mélyült el, lévén nem volt érdeke az oroszoknak, hogy a tádzsik nemzethez való kötődés nagyobb hangsúlyt kapjon.
A kláni szervezet és a regionális elkülönülés a térségben még a kommunizmusban is tovább élt. Az ország a kikényszerített iparosítás ellenére sem fejlődött sokat, sőt nagyon fejletlen volt más közép-ázsiai szovjet tagköztársaságokhoz képest. A tádzsik belpolitika is ennek megfelelően alakult, ezért 1946-ban az iparosítás hatására a Leninabadra keresztelt Hudzsand városának jutott vezető szerep, mivel az innen kikerülő funkcionáriusok kezében összpontosult a hatalom. Az 1970-es években viszont elkezdett felemelkedni Kulob és térsége Dél-Tádzsikisztánban, amely a katonai apparátusban szerzett magas pozíciókat.

Tádzsikisztán etnikai térképe 1992-ben. A sárga a tádzsik, a zöld az üzbég, a lila az orosz, a barna pedig a kirgiz nemzetiségűeket jelzik. A pamíri nemzetiségekről nincs adat

Hegyi-Badahsán pamíri régió, amely a leszegényebb és legfejletlenebb terület a mai napig egész Tádzsikisztánban, semmilyen szerephez nem jutott a politikai életben. Hasonló volt a helyzet Kurgan-Tyube (Kurgonteppa) vidékén, amelyet főleg török nyelvű üzbégek laktak, de a gyapottermelés fellendülésekor sokan települtek át munkát remélve a Pamír vidékeiről is. Más csoportok a szovjet hatóságok internálásai során kerültek letelepítésre. Az etnikai arányok ebből adódó változása óhatatlanul nemzetiségi konfliktusokat eredményezett, ezért sem meglepő, hogy polgárháborúban az összecsapások fő fészkei is épp itt alakultak ki. Jól tükrözi az ellentéteket, hogy minden nemzetiségnek saját kolhoza volt, ahol a másik etnikumból származó ember nem dolgozhatott.
Tádzsikisztán a következő évtizedek alatt sem fejlődött, sőt az 1980-as évekre kiszolgáltatottja lett a szovjet központi gazdaságnak, amelynek részbeni oka a gyapottermelésre alapozódó egyoldalú agrárium volt, ám az iparosításra is csak Közép- és Észak-Tádzsikisztánban került sor. Míg az életkörülmények egyre romlottak, addig a korszerűtlen mezőgazdasági és ipari eszközök használata jelentős környezetszennyezést okozott. Ennek tetejében megerősödött a szervezett bűnözés is.
A Szovjetunió gazdasági összeomlása rosszul érintette a gyenge tádzsik gazdaságot: vállalkozások mentek csődbe, ugrásszerűen nőtt a munkanélküliek száma, termékek értékesítése maradt el és a törlesztő részletek kifizetése akadozott, ahogy a bérek kifizetése is elmaradt.
Ebben a feszült társadalmi légkörben a tádzsik belpolitikát is eluralták 1989-től a zavaros állapotok, melyet elsődlegesen az ellenzék erősödése idézett elő. A három legfontosabb ellenzéki erő az Iszlám Reneszánsz Párt, a Tádzsik Demokrata Párt és Tádzsik Újjászületés Mozgalom volt. Míg a Demokrata párt fő bázisát a városi értelmiség alkotta, addig az Újjászületést és a Reneszánsz párt vidéken volt népszerű, mivel előtérbe helyezték a tádzsik (perzsa) szellemi örökséget valamint az iszlám vallást. A Reneszánsz pártnak ugyan volt egy radikális (félig-meddig fundamentalista) ága is, de rövid távon a párt nem tervezett iszlám állami státuszt bevezetni Tádzsikisztánban.
Negyedik erőként a badahsáni autonomisták léptek fel, akik a régió nagyobb fokú önrendelkezését (a későbbiekben már teljes függetlenségét) akarták elérni. Programjuk szintén épített az iszlám vallási hagyományokra.

## Kezdeti konfliktusok
A polgárháború egyik előzményeként 1990 februárjában zavargások robbantak ki a tádzsik fővárosban, Dusanbéban, miután olyan hírek terjedtek el, hogy a karabahi háború miatt elmenekült 2500-5000 örményt telepítenének be a városba. Dusanbét akkoriban akut lakáshiány sújtotta, s a pletyka alaposan felkorbácsolta a kedélyeket. A kormányzat próbálta hivatalosan cáfolni ezeket a mendemondákat, de így sem tudták megakadályozni a február 12-én kitört első nagy tüntetést, ahol a tádzsik kommunista párt első főtitkára, Kahar Makhamov elleni érzelmeiknek is hangot adtak a résztvevők.
A tüntetéseken hamarosan átvette a kezdeményezést az Újjászületés, s a demonstrálók gyökeres gazdasági és politikai változásokat kezdtek követelni. A továbbiakban a tüntetések elfajultak: a résztvevők rátámadtak a kormányzati épületekre, valamint üzleteket és vállalkozásokat fosztottak ki, sőt célba vettek orosz és örmény nemzetiségűeket is. Több, európai ruhát viselő tádzsik nőt ért komoly és nyilvános inzultus. A dusanbei zavargások hatására még Türkmenisztánban is sor került kisebb örményellenes pogromokra. A kétnapos zavargások végeredménye 26 halott és 565 sebesült lett.
Mivel a tádzsik belbiztonsági erők nem tudtak úrrá lenni a zavargásokon, ezért Makhamov a Szovjet Hadsereg segítségét kérte, amelynek erői február 14-re leverték a tüntetőket. A katonai beavatkozást viszont Buri Karimov, a Minisztertanács elnökhelyettese bírálta, ezért felszólítására Makhamov és Izatullo Hajojev miniszterelnök is benyújtotta lemondását, bár a központi pártbizottság ezt nem fogadta el.
A Makhamovval szembeni fellépés valószínűleg egy puccs részét képezte, ami végül kudarcba fulladt. A főtitkár azonban nem maradt sokáig hatalmon, mivel több más szomszédos ország kommunista vezetőjéhez hasonlóan ő is támogatta Gennagyij Janajev moszkvai puccskísérletét 1991 augusztusában. Makhamovnak egyedüliként, az ellene kirobbanó sorozatos tiltakozások hatására, le kellett mondani. Utódja Kadreddin Aszlonov lett, aki alig egy hónapig volt hivatalában. Aszlonov szeptember 20-án kilépett a kommunisták soraiból, majd betiltotta a pártot. Három nappal később a konzervatív kommunisták Rahmon Nabijevvel az élen eltávolították őt a hatalomból.

### Korabeli fotók a dusanbei zavargásokról

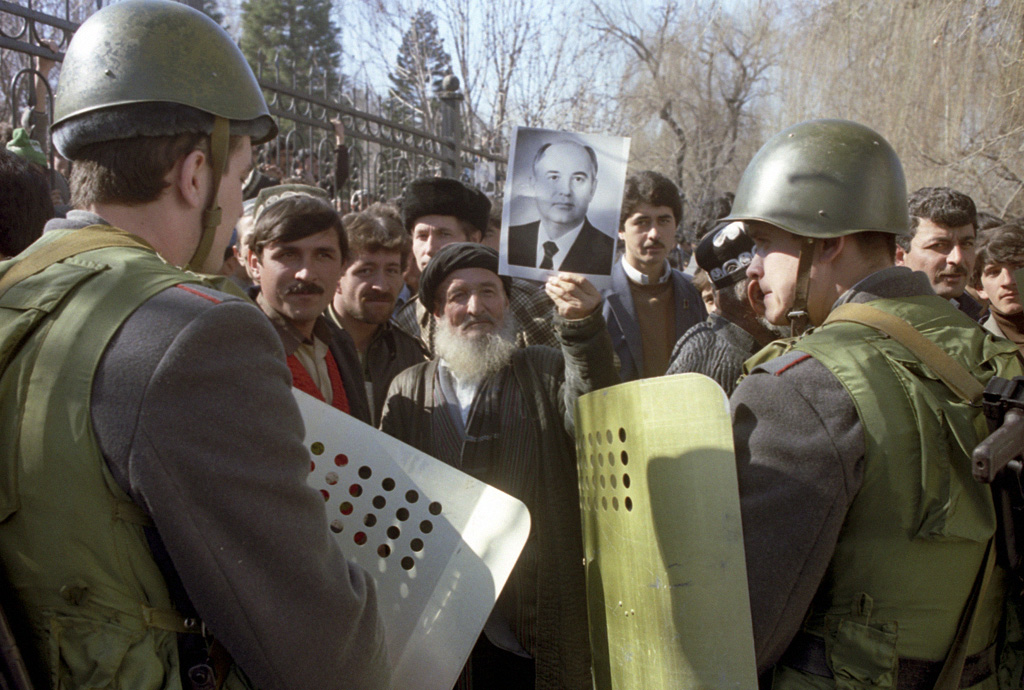
Gorbacsovot éltető tádzsik tüntetők február 15-én
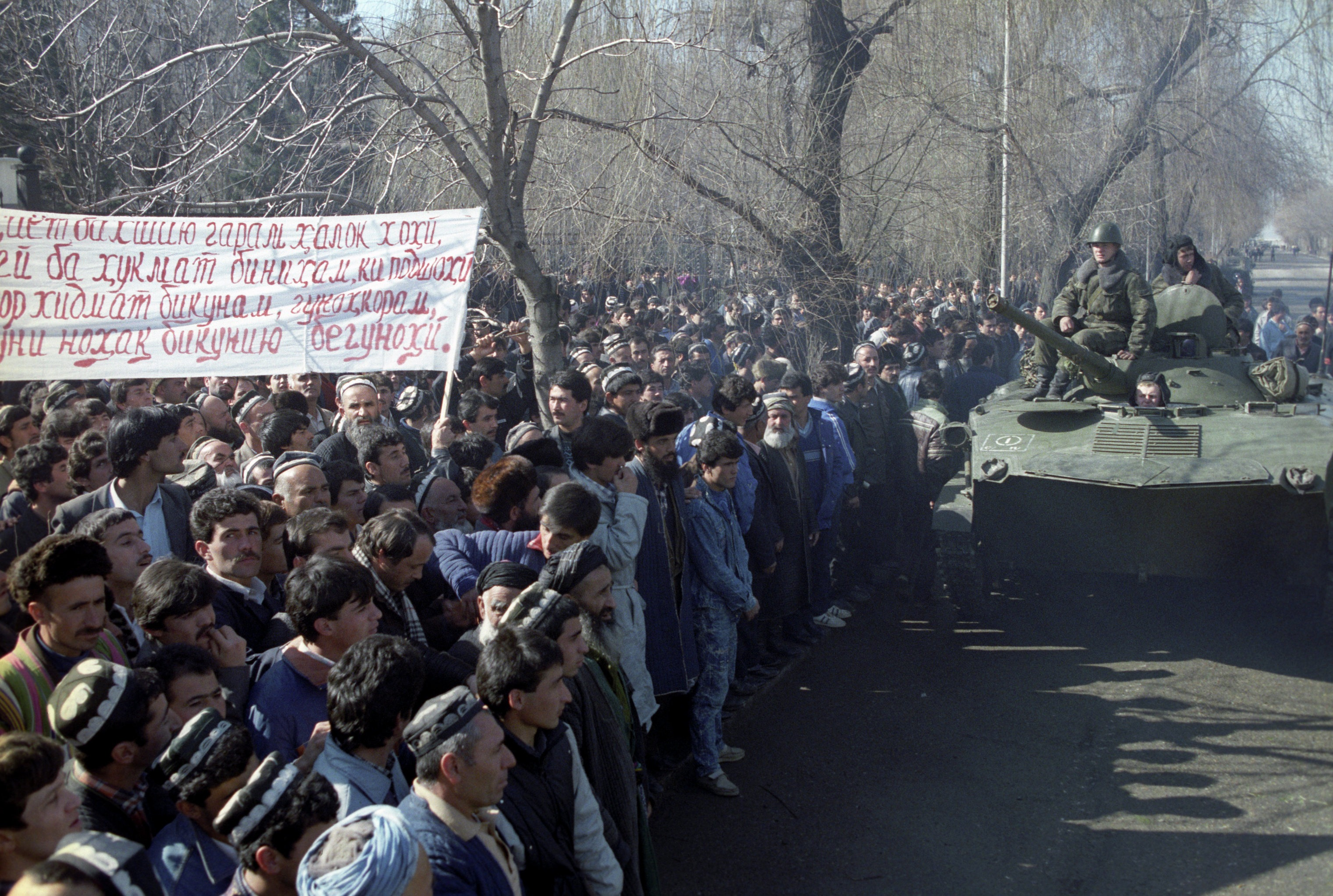
Tüntetők előtt vonuló szovjet harcjármű
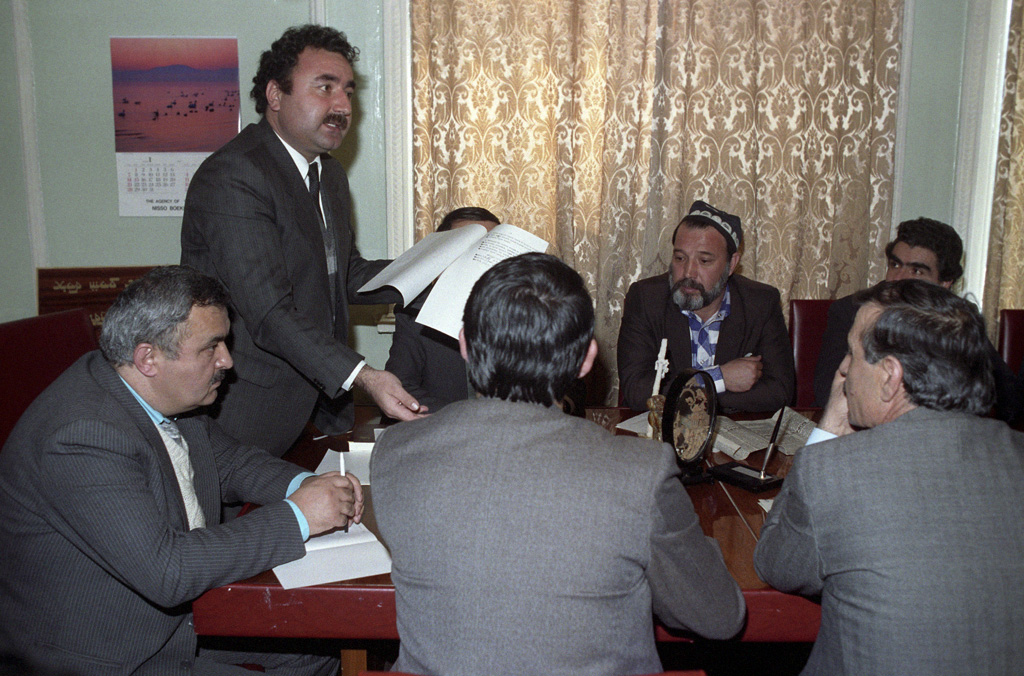
Buri Karimov a Népi Bizottság ülésén értékeli az eseményeket február 15-én
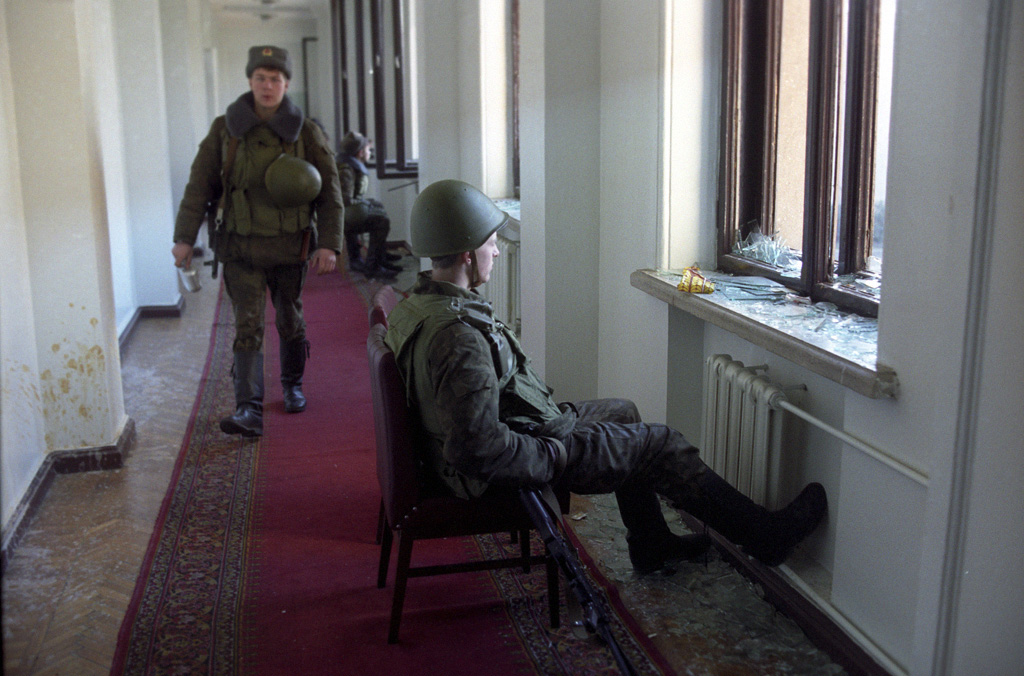
Szovjet katonák őrzik a tüntetők által korábban megtámadott Központi Pártbizottság épületét Dusanbéban
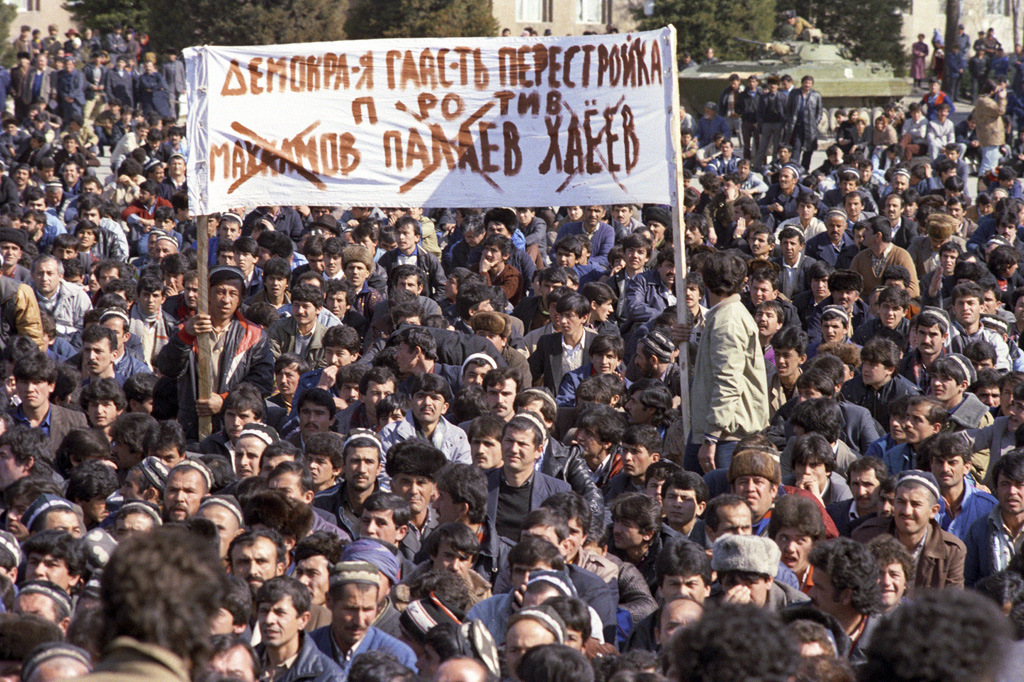
Makhamov és két másik vezető politikus lemondását követelő transzparens
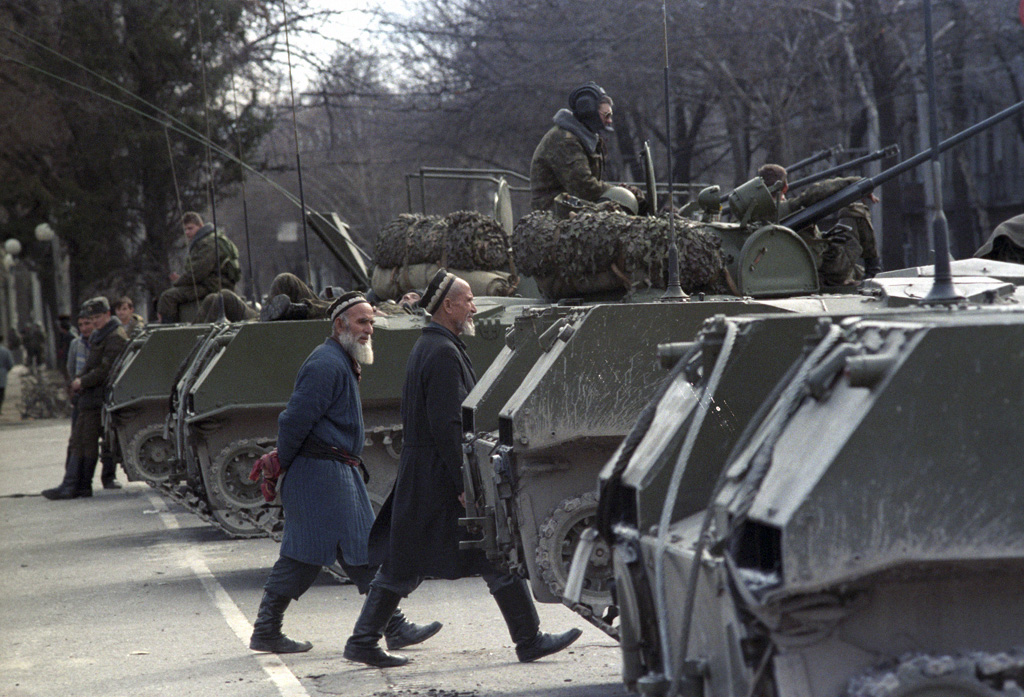
A fővárosba bevonult szovjet harcjárművek

## A polgárháború
Az új elnök Tádzsikisztán élén ideiglenesen Nabijev lett, aki engedélyezte a kommunista pártot, sőt az ellenzék nyomására engedélyezte a többi pártot, így az Újjászületést is, hogy indulhasson az október 27-re kitűzött elnökválasztáson. A választásokat végül egy hónappal elhalasztották.
Noha Nabijev fölényes többséggel nyert a november 27-i választáson, azonban így is szembeötlő, hogy ellenfele, a badahsáni származású Davlat Hudonazarov 33-35%-os eredményt ért el. Összehasonlításképp Türkmenisztánban Saparmyrat Nyýazow 99,9%-os, eleve kérdéses többséggel győzött.
A tádzsik ellenzék nem fogadta el Nabijev győzelmét és sorozatos tüntetésekbe kezdett, amelyek 1992 májusára vezettek eszkalációhoz. Közrejátszott ebben Nabijev belügyminiszterének, az afganisztáni háborút is megjárt badahsáni származású Mamadaez Navzsuvanov tétlensége a rendkívüli állapot elrendelését illetően, aki éles konfrontációba került a hudzsandi oldalhoz tartozó Szafarali Kendzsajevvel, a tádzsik parlament elnökével. Kendzsajev úgy vélekedett, hogy Navzsuvanov korrupt és hazafiatlan, mire a vita kiterjedt a sajtóra is, mely egy láncreakciót indított el. A vita hatására március végétől több tízezres tüntetések törtek ki Dusanbéban, ahol Nabijev és Kendzsajev távozását, valamint új választások kiírását követelték. Egy hónapra rá kormánypárti tüntetések kezdődtek a másik tábor részéről is, ahonnan utánpótlás gyanánt buszokkal további tüntetőket hoztak fel a fővárosba, elsősorban Kulobból.
A tüntetéseken gyakran került sor lövöldözésekre, mert a Szovjetunió szétesésekor nagyon sok polgári személynél volt már fegyver. Fegyverekhez pedig nem volt nehéz hozzájutni azon készletekből, amelyek a hadsereg hátramaradt raktáraiban voltak.
Április végén az ellenzék túszul ejtette a parlament több tagját és tovább követelték Kendzsajev lemondását. Nabijevnek az országgyűlés saját kérésére féléves „rendkívüli hatalmat” szavazott meg, aki így elrendelhette egy nemzeti gárda felállítását. Első lépésben 2000 db Kalasnyikov-gépkarabélyt osztottak ki a Szabadság téren gyülekező kormánypártiaknak, melyre válaszul az ellenzékiek is fegyvereket gyűjtöttek és barikádokat emeltek a főváros utcáin.
Több mint egy hétig tartó utcai harcok után az ellenzéki erők megszerezték az ellenőrzést Dusanbe legtöbb stratégiai pontján, mire az orosz hadsereg helyben állomásozó 201. hadosztálya beavatkozott, nehogy a harcok elmélyüljenek. Orosz nyomásra Nabijev megegyezett az ellenzékkel egy nemzeti egységkormány kialakításáról, amelyben a kulcspozíciókat az ellenzéki politikusok birtokolhatták. Ez viszont sértette a hudzsandi és kulobi politikai erőket, s emiatt júniusban az ő területeiken is megkezdődött a polgárháború.
Tüntetések Dusanbéban a polgárháború kitörése előtt (1992. május 3.)

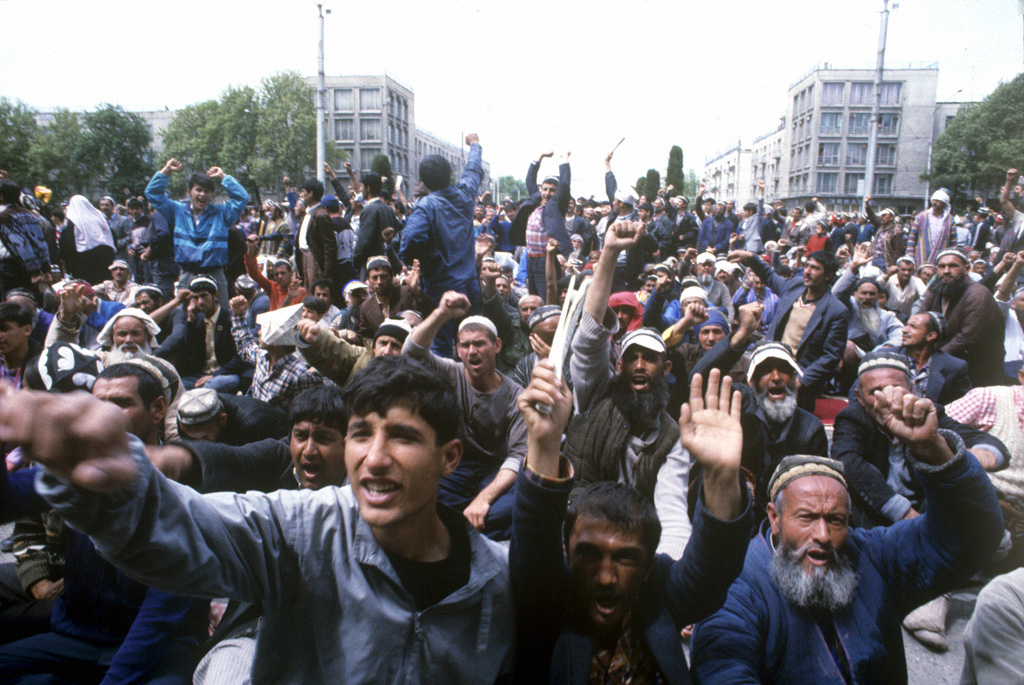
Tüntetők Dusanbe utcáin
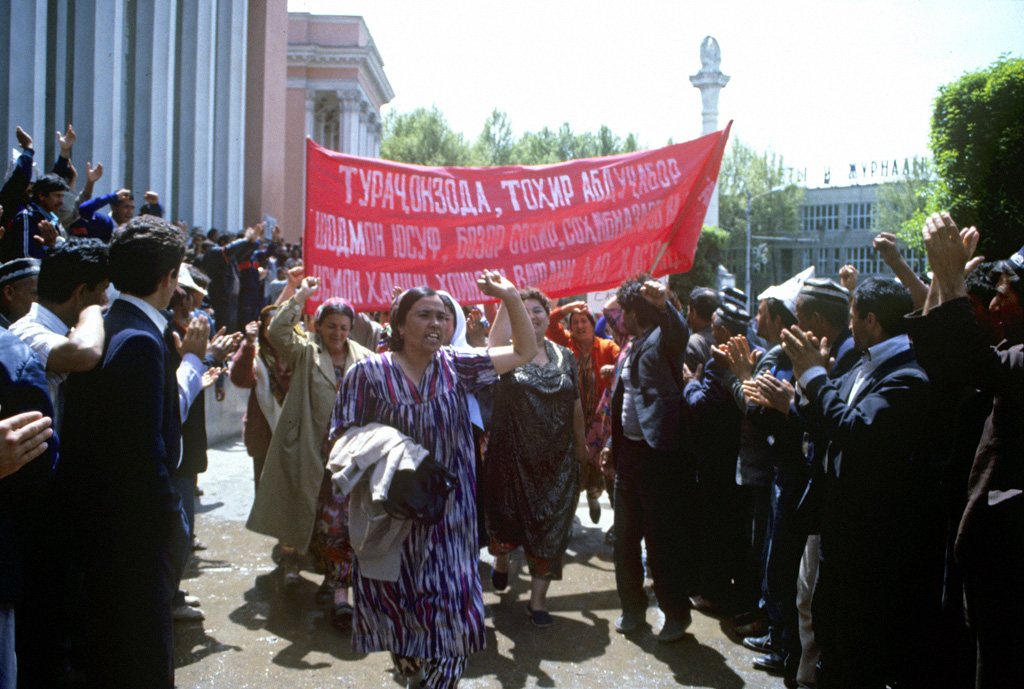
Az Ozod-téren demonstráló tádzsik asszonyok
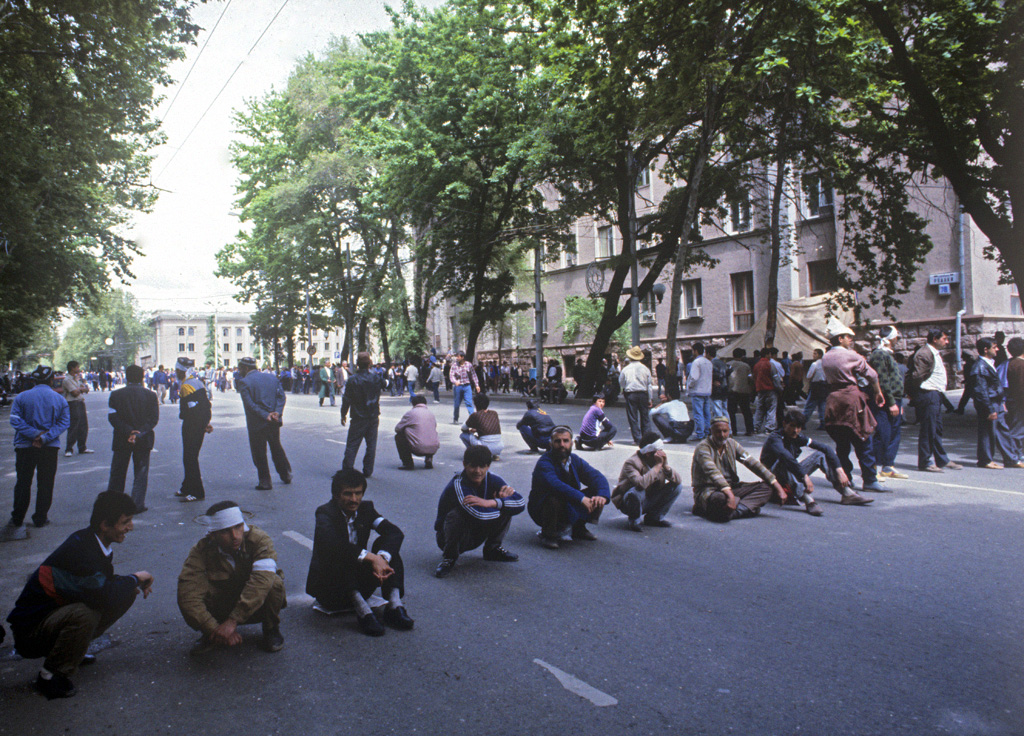
Tüntetők a Sahidon-téren
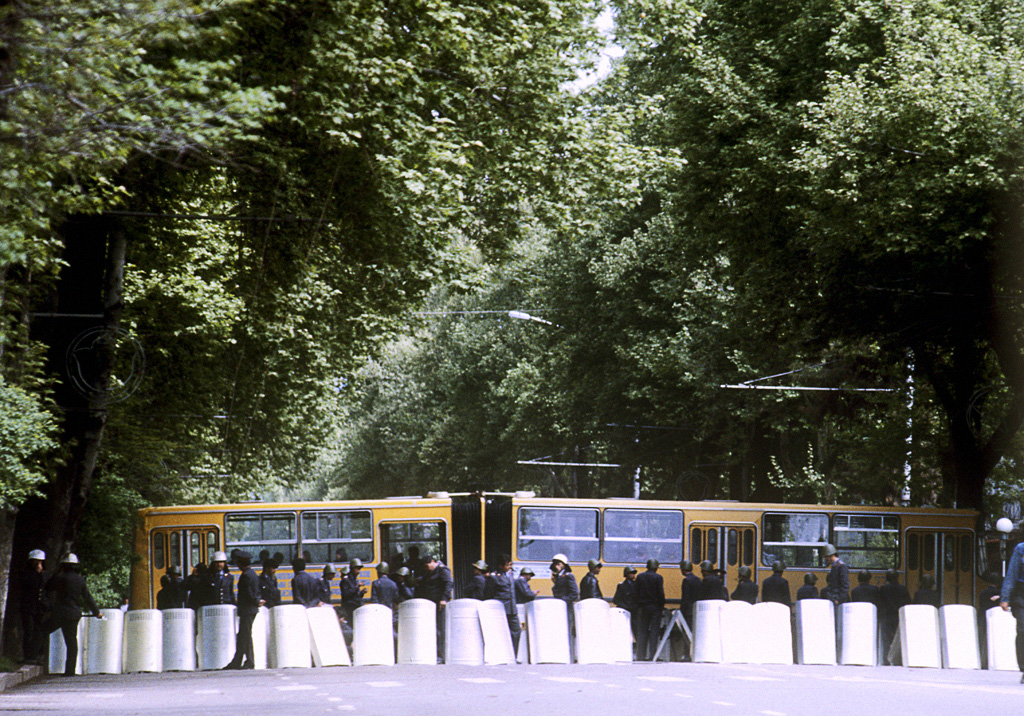
Hatósági blokád a Sahidon- és Ozod-tér között

### Első szakasz: a Rahmon-korszak kezdete

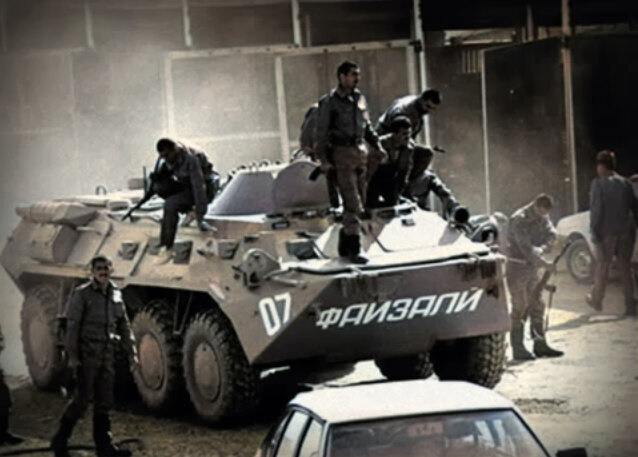
Szpecnaz erők Tádzsikisztánban

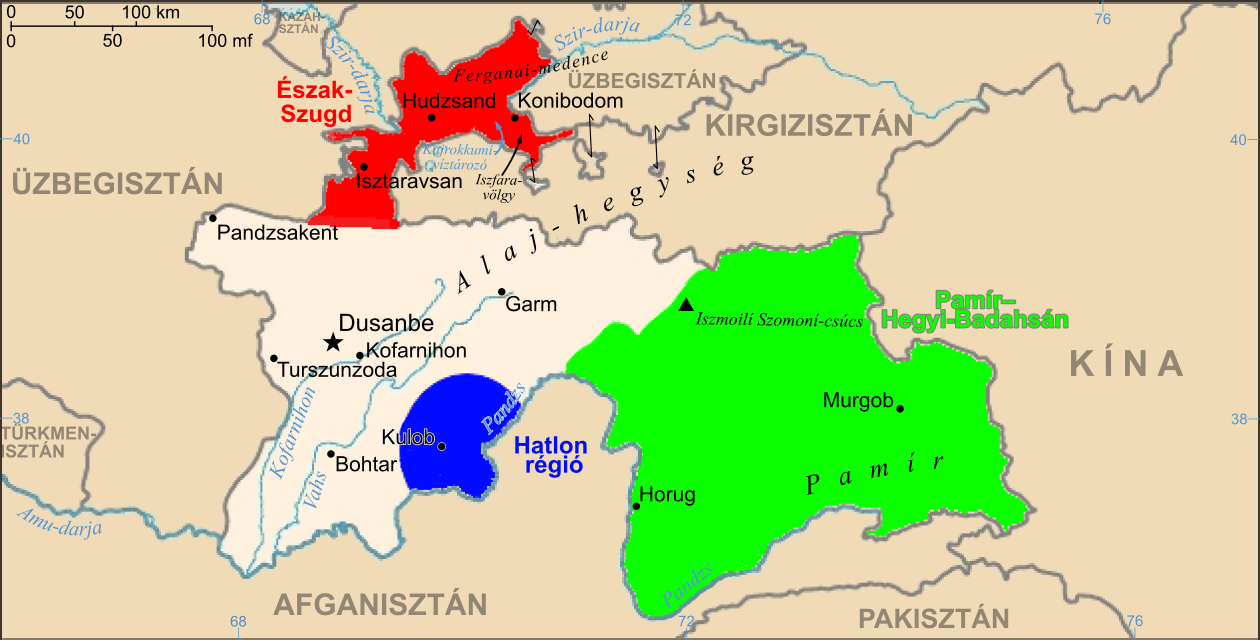
A tádzsik polgárháború résztvevőinek területei

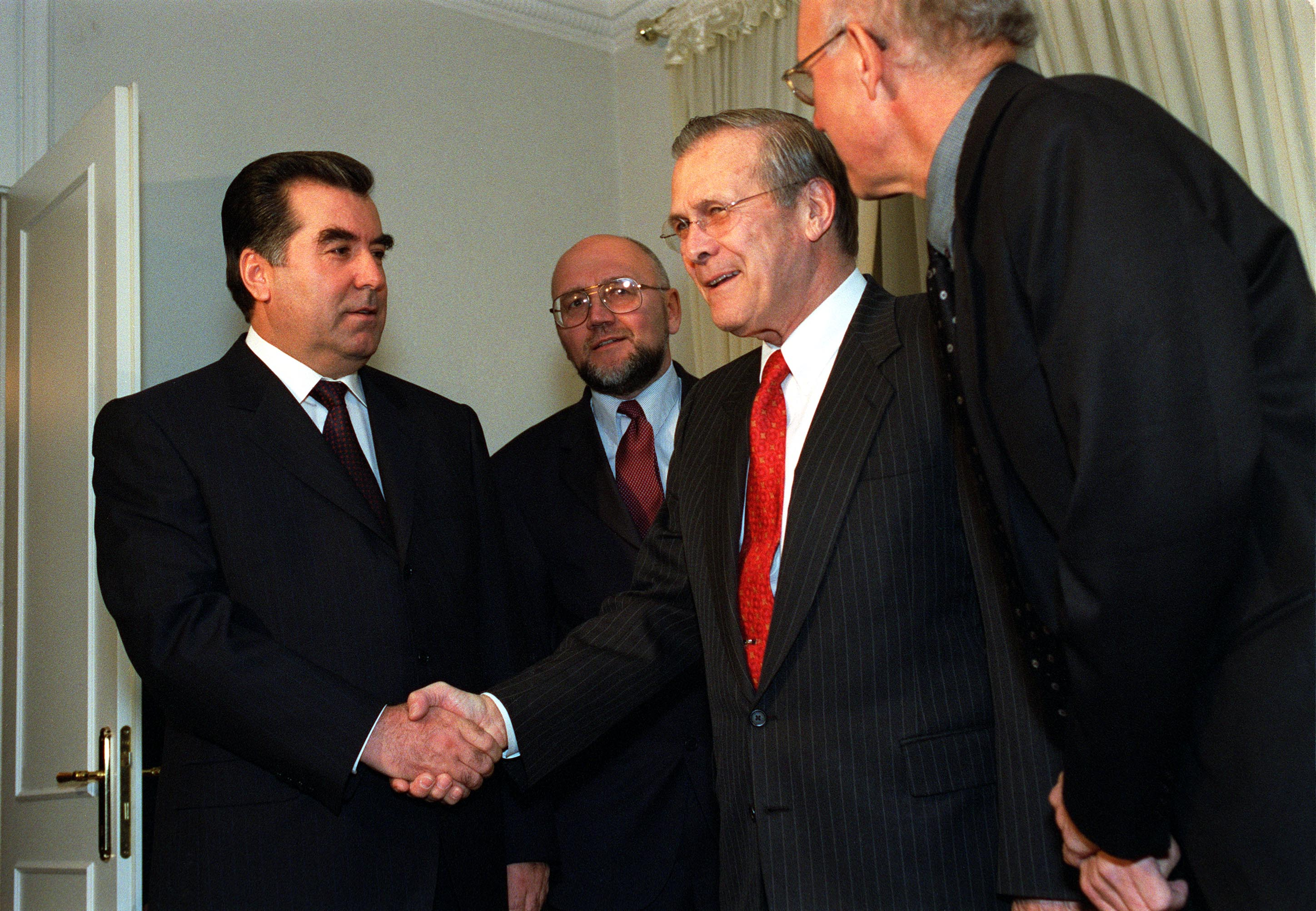
Emomali Rahmon Donald Rumsfelddel 2001. november 3-án

Az egységkormányba bejutó Reneszánsz Párt javaslatára olyan intézkedéseket hoztak, amelyek komoly aggodalommal töltötték a lakosságnak, a szovjet uralom hatására szekularizálódott részét: attól tartottak, hogy Tádzsikisztánban is olyan politikai fordulat következne be, amely az országot egy Iránhoz hasonló teokráciává változtatná és a polgári törvénykezés helyett a szaría lépne életbe. A párt kezdeményezésére pl. a szokásos napi ötszöri imát is sugározták a televízióban.
Nyugtalanította a tádzsikisztáni orosz kisebbséget is a Demokrata párt rájuk tett nyílt avagy burkolt politikai célzásai is. A kormány legerősebb ellenzéke azonban Kulobban jött létre, amelyre válaszul a kormány gazdasági embargót vezetett be a tartomány ellen. A lépés nyomán kemény harcok törtek ki Kulobban, valamint az üzbég többségű Kurgonteppa (ma Bohtar) vidékén. Különféle milíciák jöttek létre, amelyek alapját a dusanbei zavargásokban részt vett és fegyverekhez jutó csoportok alkották, míg a korábbi belbiztonsági erők és a tádzsik rendőrség gyakorlatilag megszűntek létezni. Tagjaik az új fegyveres csoportokhoz álltak és a legtöbb esetben magukkal vitték szolgálati fegyvereiket is. Jelentős mértékben képviseltették magukat az alvilági csoportok, melyek sorából hadúrként lépett elő egy notórius bűnöző, Szangak Szafarov, akinek milíciájából alakult ki később a Tádzsik Népi Front. A helyben maradt fegyverraktárak, a szomszédos Afganisztánban, az előző háborúból maradt készletek és a feketepiaci kereskedelem mind-mind biztosították a felszerelést: fegyverekhez lehetett jutni a korrupció, vásárlás vagy lopás révén. Mindezen események alapjaiban ingatták meg a frissen függetlenedett Tádzsikisztán államiságának pillérjeit, ami kérdésessé tette a tádzsik állam működőképességét.
1992 nyarára egyértelműen körvonalazódtak a szembenálló felek: az egységkormány és az azt támogató Badahsán harcolt a polgárháborúban Kulob, az üzbég kisebbség és a hudzsandi csoportok szövetsége ellen. Utóbbi zömmel a konzervatív kommunistákat tömörítette az újkeletű ellenzékkel szemben, amely demokratának vallotta magát. A konfliktust meghatározta a kulobi tábor részéről az iszlamizmus terjedésétől való félelem is, de annál erősebbnek bizonyultak a kláni, regionális, sőt etnikai széthúzások. Utóbbit tükrözi, hogy legsúlyosabb harcok is épp Kurgonteppa vidékén zajlottak az ottani tádzsikok, üzbégek és a betelepített badahsániak között.
Nyár végére Szafarov erői áttörték a Kulob köré vont katonai blokádot és sikerült egyesülniük a kurgonteppai üzbég fegyveresekkel, akikkel kiszorították a badahsáni milíciákat. A harcok ugyan változó eredménnyel folytak tovább, mégis ebben az időszakban volt a polgárháború a legvéresebb és legpusztítóbb: ekkoriban haltak meg a legtöbben és ekkor menekült el a legtöbb ember is lakóhelyéről. Tádzsikisztán káoszba süllyedt, különböző területein pedig hadurak osztoztak. Hudzsand csak úgy tudott kimaradni a teljes összeomlásból, hogy az itteni fegyveres erők lezárták az anzobi hágót, az egyetlen ide vezető utat délről.
A rend Dusanbéban is teljesen összeomlott, ahol a várost az ún. Dusanbei Ifjak (tádzsikul ҷавонони Душанбе) kezdték dúlni. A formáció különböző törvényen kívüli csoportokat tömörített és a bandák még az elnöki palotát is bevették több politikust ejtve túszul. Nabijev, akinek hatalma semmivé lett, szintén a csoport fogságába esett, amikor épp Hudzsandba akart menekülni. A banda csak egy lemondó nyilatkozat aláírását követően volt hajlandó elengedni. A következő miniszterelnök, a hudzsandi származású Abdulmalik Abdulladzsanov lett, az államfői tisztséget pedig Akbarso Iszkandarov vette át. Nabijev 1993-ban máig nem tisztázott okok miatt meghalt.
A szomszédos Üzbegisztán és Oroszország elsősorban az iszlám fundamentalizmus közép-ázsiai terjedése miatt aggódott. Ezt a félelmet erősítette, hogy az egyes tádzsik fegyveres csoportok radikalizálódtak, igyekeztek átvenni az iszlamizmus elveit, sőt kisebb támogatást kaptak az afgán mudzsahedektől, az Al-Káidától és jó néhány arab önkéntestől. A harcokban aktívan részt vett példának okáért a szaúdi terrorista Ibn al-Hattáb is.
Moszkva a korlátozott ásványkincskészlettel bíró Tádzsikisztánra főleg mint ütközőzónára és érdekszférára tekintett, ugyanakkor nem hagyhatta figyelmen kívül az ott élő orosz kisebbséget sem, míg az Iszlom Karimov vezette Üzbegisztán a háború kiterjedésétől tartott. Karimov félelme nem volt alaptalan, hisz az üzbegisztáni tádzsikok is részt vettek az anyaországban dúló háborúban, továbbá a tádzsik nacionalisták többször is hangoztatták a Szamarkandra és Buharára vonatkozó területi igényeiket.
1992. szeptember 3-án az egyre súlyosbodó konfliktus hatására Oroszország és a közép-ázsiai országok nyilatkozatban helyezték kilátásba a beavatkozást, melyre jóllehet hivatalosan nem került sor, de a Tádzsikisztánban állomásozó orosz katonai erők gyakran vettek részt a harcokban, főleg ha veszély fenyegetett stratégiai fontosságú pontokat, mint pl. erőműveket. Ugyanakkor valószínű, hogy különféle módon, de Üzbegisztán és Oroszország határozottan támogatta a Tádzsik Népi Frontot és más olyan erőket, akik az eleve erős iszlamista irányultsággal bíró badahsáni milíciák ellen harcoltak, mivel azok soraiban harcolt a legtöbb a mudzsáhed és arab önkéntesek.
Kendzsajev, aki saját fegyveres erőt létrehozva vett részt a harcokban, 1992 október végén üzbegisztáni támogatással nyugatról megkísérelte bevenni a fővárost, de vereséget szenvedett. Dusanbe ostromát követően a kormány novemberben rendkívüli ülést tartott Hudzsandban, s az itt elfogadott határozatok jelentősen befolyásolták a konfliktus további menetét. Mivel a központi hatalom már nem élt Tádzsikisztánban, ezért Iszkandarov lemondott tisztségéről. Abdulladzsanov megtartotta ugyan a székét, de a kormányzati kulcspozíciók a kulobi frakciók kezébe kerültek, így Abdulladzsanov befolyása nagyban csökkent. A badahsáni frakciókat kiszorították a politikai életből, s az elnöki rendszert megszüntették. Tádzsikisztán élére  Emomali Rahmon került, mint a parlament elnökeke és államfő (ő napjainkban is vezeti az országot).
Novemberben a tömeggyilkosságok miatt 60 ezer pamíri származású személy menekült el Dél-Tádzsikisztánból Afganisztánba, ahol később afgán (részint tálib) támogatással önálló fegyveres milíciákat szervezve betörtek az országba. Decemberben a Rahmanovot támogató erők elfoglalták Dusanbét, ahol etnikai tisztogatásokat folytattak az ellenzékiek között. Sokakat pusztán származásuk alapján „azonosítottak”, melyet személyi okmányaikból állapítottak meg.
1993-tól az új kormány az ellenzéki pártok betiltásával, cenzúrával és kijárási tilalom elrendelésével konszolidálta hatalmát, míg a Népi Frontot a belügyminisztérium alá rendelték. Bár a kormány, az őt támogató fegyveres erőknek köszönhetően kezében tartotta Kulobot, Kurgonteppát és Nyugat-Tádzsikisztánt, ám az ellenzéki milíciák Közép-Tádzsikisztán nagy részét és a teljes Hegyi-Badahsánt is uralták, sőt Hudzsand sem engedelmeskedett a központi kormányzatnak. Rahmon helyzetén viszont javított, hogy a nem éppen megbízható Szafarov márciusban tisztázatlan körülmények között meghalt, jóllehet Tádzsikisztánban így is maradtak hadurak, akik nagyon komoly befolyással rendelkeztek főleg az általuk uralt területeken.
A nyár folyamán az Afganisztánba visszavonult badahsáni fegyveresek és az őket támogató Ahmad Sah Maszúd hadúr összecsapásokba bonyolódott a határt őrző orosz katonákkal. Július 25-én az egyik ilyen összecsapásban 25 orosz halt meg. Az incidens hatására a FÁK egy közös békefenntartó misszió megszervezésében és Tádzsikisztánba való kivezénylésében egyeztek meg. A valóságban a missziót szinte kizárólag orosz egységek alkották és javarészt azok az erők, amelyek már eddig is Tádzsikisztánban szolgáltak.
Badahsánban több ellenzéki milícia is menedékre lelt, amelyre válaszul Üzbegisztán légioffenzívát kezdett a térség ellen, míg a kormánycsapatok szárazföldről folytattak hadműveleteket. A nyár folyamán a Gharm-völgy, a badahsáni szeparatizmus részeként, saját kormány alakított iszlamista ellenzékiekkel az élen. A harcok nemcsak fegyveres összetűzésekben, de terrortámadásokban (pl. pokolgépes merényletekben) is megnyilvánultak. Gyakran ért ilyen támadás orosz egységeket.

### Második szakasz: a háború elhúzódása

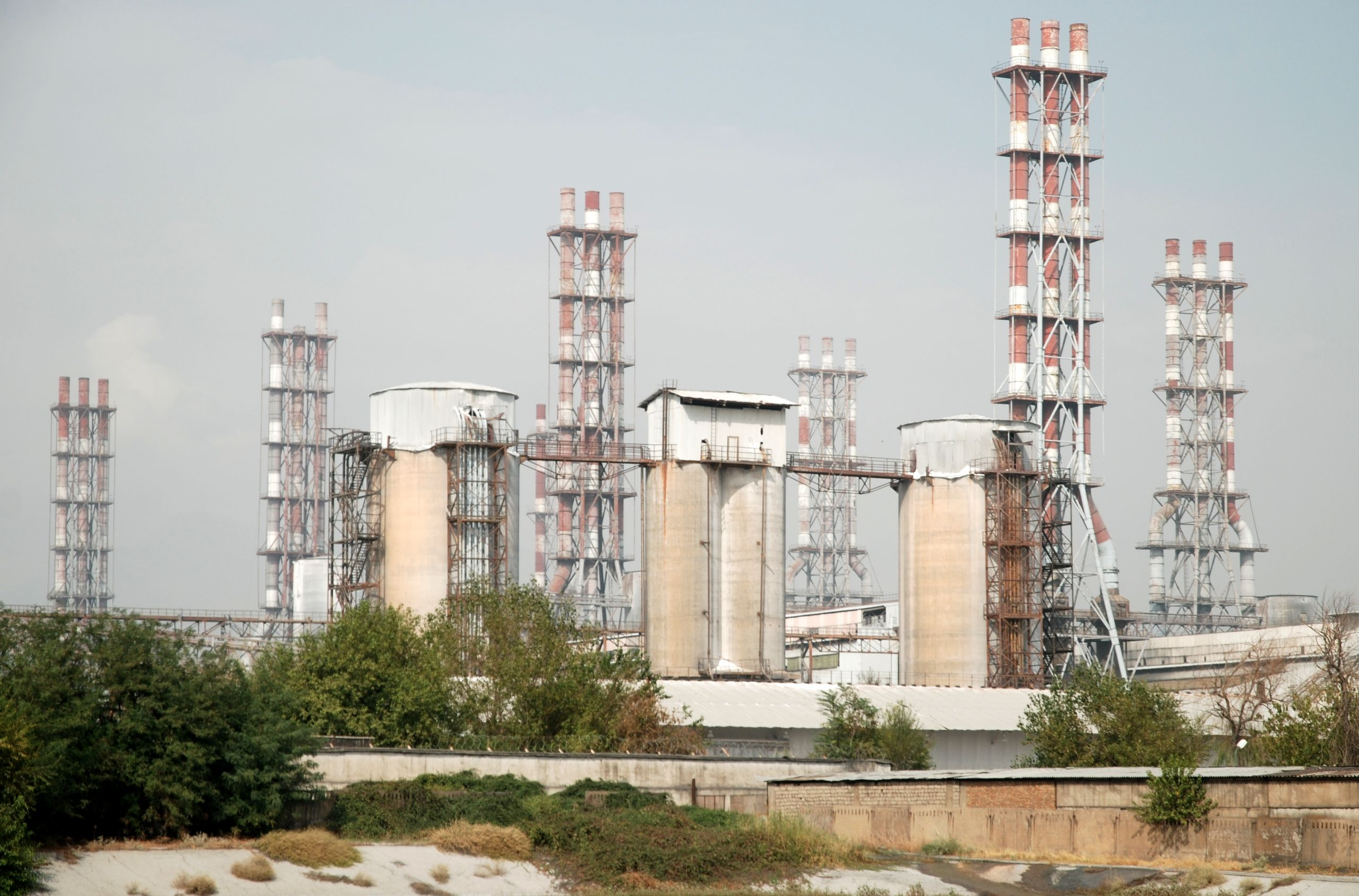
A turszunzodai alumíniumkohó 2014-ben, amely a legnagyobb ilyen üzem a világon

Bár a háború intenzitása az 1994 és 1995 közötti időszakban némileg alábbhagyott, azonban érdemi változások nem történtek. 1994-re az ellenzéki erők Egyesült Tádzsik Ellenzék néven tömörültek koalícióba, amely tavasszal tárgyalásokba kezdett a kormánnyal, s noha ezzel a békefolyamat kezdetét vette, de a háború lezárásáig még hosszú volt az út. Ősszel a felek között ideiglenes tűzszünetre került sor, amit egy választás is kísért.
A népszavazást Rahmon elsősorban hatalma legitimációja gyanánt kívánta felhasználni. Mivel az ellenzék bojkottálta a választásokat Rahmon egyedüli kihívója Abdulladzsanov volt, akivel szemben nagy többséggel (de ugyancsak vitatható módon) győzött. A kormánypárti oldalt gyengítették a belső ellentétek, ugyanis a hudzsandi frakció kevesellte a neki biztosított pozíciókat, továbbá ellenezték a régiójuk feletti központi ellenőrzést. Valószínűleg amiatt történt, hogy Abdulladzsanovot korrupció vádjával menesztették 1993 végén, s ellenjelöltként indult a választásokon, ahol annak ellenére nem ért el sikert, hogy Üzbegisztánból Karimov is támogatta. Az 1995-ös választásokon már nem engedélyezték számára az indulást, így az ellenzékkel közösen fogott bojkottba, ám Rahmon újbóli választási sikerének ez nem vetett gátat.
Kulobban ugyanakkor megromlotta korábban szövetséges üzbég kisebbség viszonya a Népi Fronttal és a kormánnyal. 1993 és 1994 között az üzbég hadúr, Ibodullo Boimatov fellázadt a kormány ellen és elfoglalta a nyugat-tádzsikisztáni Turszunzoda városát, hatalmába kerítve az ottani alumíniumkohót is. A kormányerőknek csak orosz segítséggel sikerült visszafoglalniuk a várost.
1995. áprilisára a tűzszünet összeomlott, mert ellenzéki fegyveresek megtámadtak egy orosz konvojt Badahsánban. Heves harcok robbantak ki a kormány és az egyesült ellenzék erői között, de háború már leginkább keleti országrészre koncentrálódott. Az oroszok ellenzéki hadállásoknak vélt pozíciókat bombáztak már nemcsak Badahsánban, hanem egy alkalommal Afganisztán területén is.
A két hétig tartó hadműveletek egyik oldalon sem hoztak eredményt, ezért a felek ismét tárgyalóasztalhoz ültek. Ezt követte egy nagyszabású ellenzéki offenzíva 1995 nyarán a Gharm és Tavildara völgyekben, amely 80 km-re megközelítette Dusanbét. A hadművelet célja ellenben nem a főváros elfoglalása, hanem az egyesült ellenzék számára kedvezőbb feltételek kieszközlése volt a tárgyalásokon. Ez előrevetítette a háború harmadik szakaszát, amely nem más volt, mint egy holtpont. Az egyesült ellenzék vezetője ekkoriban Szaid Abdullah Nuri volt.

### A háború harmadik szakasza: a befejezés

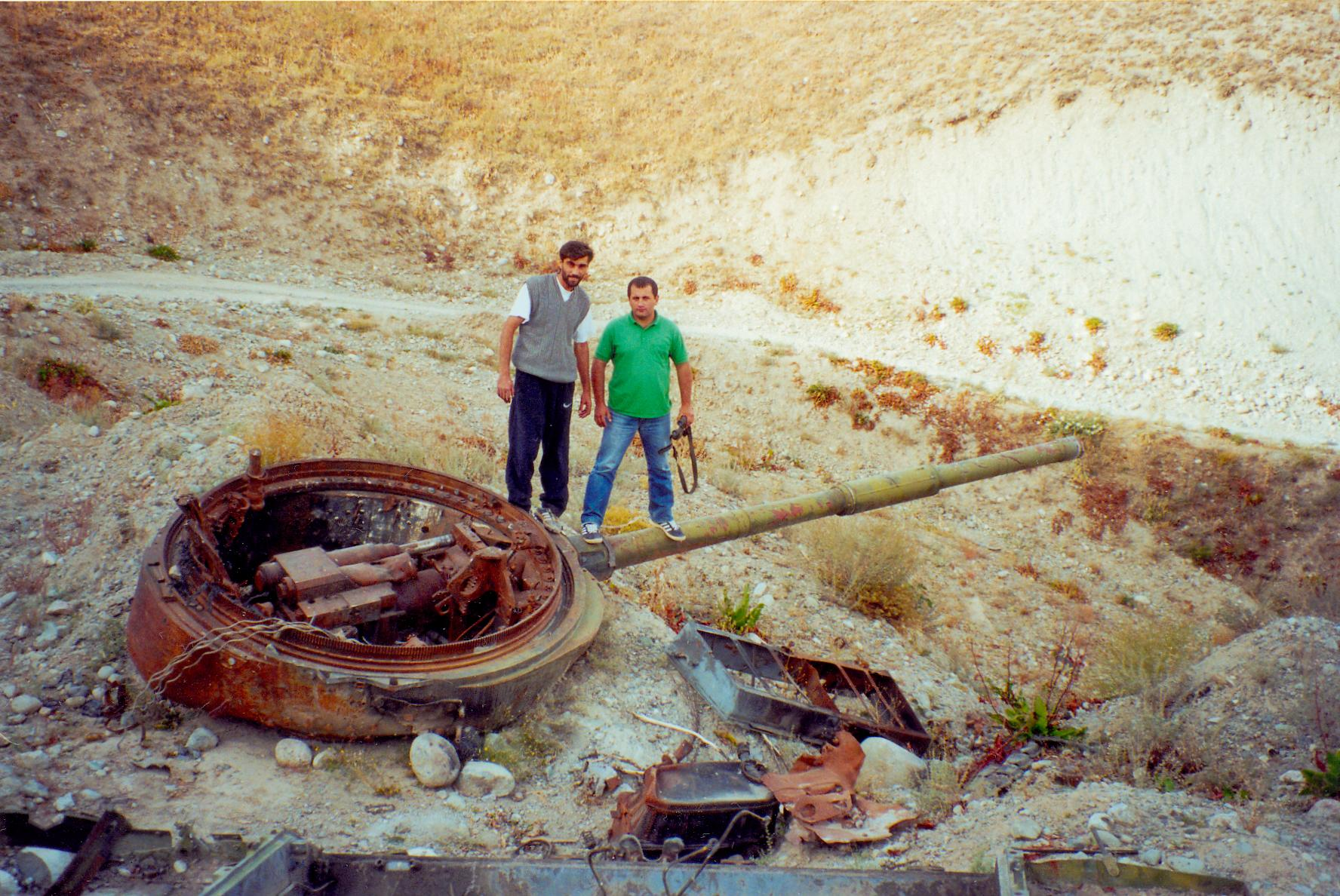
A polgárháborúból maradt T–72-es szovjet harckocsi maradványa a Tavildara völgyben, 1997-ben

Az egyesült ellenzék 1996-ban indította utolsó nagy offenzíváját, amely egyik oldalon sem hozott semmilyen változást. Rég világossá vált ugyanis, hogy mindkét félnek minimálisak az esélyei, mivel a több mint négy esztendeje tomboló háborúban az ország elpusztult és szétesett, erőforrásai elapadtak, a lakosság pedig jóformán külföldi segélyekből tengődött. A harcokban meggyengült mind a kormány, mind az ellenzék katonai ereje, így döntő győzelmet egyik sem lett volna képes elérni. Az oroszok is egyértelműen Rahmon tudtára hozták, hogy nem hajlandók segíteni a háború megnyerésében, csupán azt akarják elkerülni, hogy a konfliktus ismét olyanná eszkalálódjon, mint 1992 és 1993 folyamán.
A tádzsik kormányhadsereg gyengeségeit mutatja egy 1995 és 1996 között történt lázadás is, amit egy üzbég ezredes, Mahmud Hudojberdijev vezetett. A gyors megegyezés ráadásul mindkét félnek érdekévé vált, amikor Afganisztánban 1996-ban a tálibok jutottak hatalomra és már az ellenzéki bázisok sem lehettek tőlük biztonságban a tádzsik-afgán határ afganisztáni oldalán. A tálib előretörés tovább erősítette Moszkva és más országok félelmét, hogy fundamentalista erők jutnak hatalomra Közép-Ázsia szerte.
1995-től növekedett az üzbég-orosz nyomás Rahmonra a konfliktus tárgyalásos megoldását illetően. Erősödtek a hudzsandi frakció ellenhangjai is, akik „harmadik” erőként akartak szerepelni a béketárgyalásokon. A moszkvai, mintegy nyolcfordulós tárgyalások végül 1997. június 27-én aláírt egyezménnyel értek révbe, így lezárulhatott a tádzsik polgárháború. A megállapodás értelmében az egyesült ellenzék 30%-os részesedést kapott az államhatalmi pozíciókból.

## A háború végeredménye

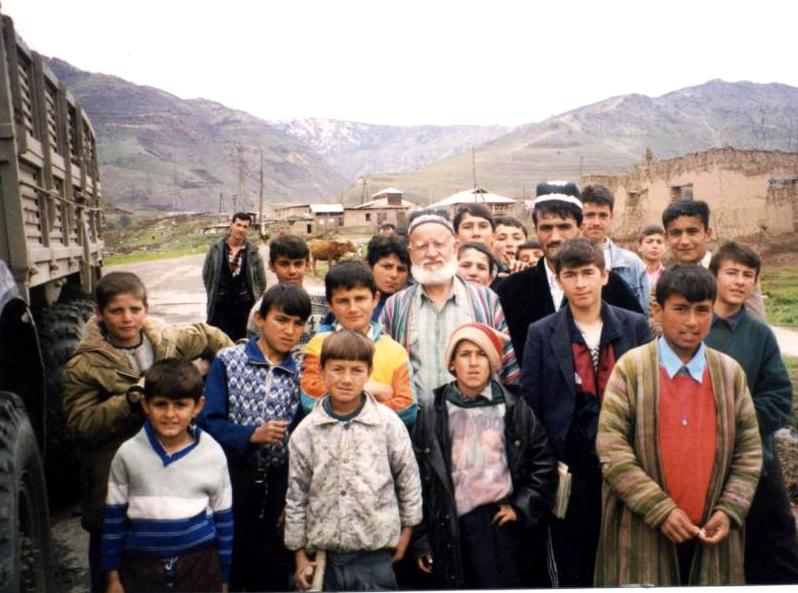
Tádzsik fiatalok és tanítójuk (középen) a polgárháború utolsó évében

A háborút követően a milíciák leszerelésébe kezdtek, s bizonyos részüket beépítették az új tádzsik hadseregbe. Amnesztiát hirdettek a polgárháborúval összefüggő cselekmények vonatkozásában is, de a békemegállapodás ellenére Tádzsikisztán legalább egy évtizedig instabil maradt. Ennek egyik legfőbb oka, hogy a leszerelés évekig elhúzódott és a menekültek visszatérése is nagyon vontatottan történt meg. Vita támadt a hatalmi pozíciók elosztásáról is, nem is beszélve arról, hogy a harcokban lerombolt ország újjáépítése egy külön probléma volt. Ennek tetejében, amikor Rahmon 2003 májusában, hogy újabb mandátumot szerezzen, alkotmánymódosítást jelentett be, az azt ellenző Iszlám Reneszánsz Párt puccsot próbált végrehajtani, ami kudarcba fulladt, s a vezetők egy része (ideiglenesen) Lengyelországban húzta meg magát.
A polgárháború okozta károk Tádzsikisztán életére máig kihatnak minden területen.
A háború okozta anarchiának köszönhetően felvirágzott az addig sem elhanyagolható méretű szervezett bűnözés, legfőképp a kábítószerkereskedelem területén (ugyanez történt a szomszédos Afganisztánban is). A kábítószertermelés fő területe Badahsán volt és az ebből származó jelentős bevétel lehetővé tette a fegyverutánpótlás finanszírozását is. A drogtermesztés még napjainkban is fő bevételi forrás azon a területen.
Másik utólagos negatív hatása a konfliktusnak, hogy sikerült bizonyos területeken (különösen Badahsánban és konzervatívabb vidéki régiókban) gyökeret vernie a szélsőséges iszlamizmusnak. Badahsánban jelenleg is gyakoriak a fegyveres összetűzések a területet elszakítani akaró csoportok és a tádzsik kormányerők között. Az itteni szélsőségesek azonban nem mondhatók egységesnek, mert eltérő a kapcsolatrendszerűk (Iszlám Állam, afganisztáni tálibok, más terrorista vagy dzsihadista csoportok) és másmilyen cél vezérli őket. Ezek között van Badahsán függetlenségének kikiáltása, amely egy iszlamista elveken nyugvó államszervezetben gondolkodik, míg a talibánnal rokon gondolkodású Dzsamaát Anszarullah Tádzsikisztán teljes területe felett (de csakis annak határain belül) akar hasonló hatalmat szerezni. Más csoportok a közép-ázsiai muszlim országokat magába foglaló kalifátus létrehozásában gondolkodnak.
A 2020-as években a szélsőségesek aktivitása megnőtt Tádzsikisztánban, akiket Afganisztánból is támogatnak, s annak az országnak a területén fekszenek részben katonai táboraik is. Az újbóli tálib hatalomátvételt követően ezek a szélsőségesek igen modern amerikai típusú fegyverekhez is jutottak. A mintegy 139 halottal járó 2024 márciusi moszkvai terrortámadást is itteni tádzsik állampolgárságú szélsőségesek hajtották végre, akik az Iszlám Állam afganisztáni ágában tevékenykedtek és nem mellesleg szintén a badahsáni régióból valók.

## Áldozatok
A polgárháborúnak a optimális becslések szerint 20 ezer áldozata volt, ezzel szemben más források több mint 150 ezer főre teszik a halottak számát, akik a fegyveres összecsapásokban, a civilek ellen elkövetett agresszióban (köztük etnikai alapú vérengzésekben) vagy a nélkülözések miatt pusztultak el. A tádzsik kormány hivatalosan 60 ezer főre teszi a halálos áldozatok számát.
Mintegy egymillió kétszázezer ember kényszerült lakhelyét elhagyni, ebből 300 ezer fő volt orosz nemzetiségű. A tádzsik és más etnikumú menekültek részben Tádzsikisztán harcoktól nem érintett részeire vagy más külföldi országokba vándoroltak. Közel 100 ezer tádzsik menekült Afganisztánba. 
Egy 2001-ben íródott tanulmány szerint a kormánycsapatok etnikai tisztogatásokat végeztek Badahsánban valamint a Kurgonteppa vidékén élő pamíri és gharmi származású csoportok ellen. A tádzsik kormányerők gyilkosságokon és az erőszakon túl módszeresen semmisítettek meg egész falvakat, ezreket üldözve el Afganisztánba.
A polgárháború alatt több mint 40 újságíró vesztette életét, akik általában célzott támadások áldozatai voltak. Elsőnek egy Matroszov nevű újságíró halt meg 1990-ben, a dusanbei zavargások idején. A polgárháború kitörését követően, 1992-ben legalább 10 újságírót gyilkoltak meg, akik közül négyen (Husvaht Muborahsov a tádzsik állami televízió munkatársa, Filoliso Hilvacsov, Dzsamsed Davliatmamatov és Muhtor Bugyev) badahsáni származásúak voltak. Egy másik áldozat, Arkagyij Ruderman fehérorosz dokumentumfilmes volt, aki Davlat Hudonazarovról készített anyagot.
1993-ban öt tádzsik újságíró esett erőszak áldozatául. Tabarali Szajdaljevet előbb elrabolták, majd megölték, holttestét pedig olyan ruhába öltöztették, amit a belügyi erőknél viseltek. Zuhuruddin Szujarinak valószínűleg szintén azért kellett meghalnia, mert badahsáni származású volt.
1994. május 18-án otthona közelében ölték meg Husvaht Hajdarsót, egy kormányzati újság titkárát és szerkesztőjét, aki gyakran cikkezett a tádzsikisztáni szervezett bűnözésről. Vélhetően ez volt az oka a meggyilkolásának is.
1995-ben hat újságíró halt meg, köztük Muhiddin Olimpurt, a BBC perzsa nyelvű szolgálati irodájának dusanbei vezetője és Muhammadsarif Holov író-újságíró, aki korábban tagja volt a Tádzsik Írószövetségnek. Pohohona Szaifiddinovnak állítólag azért kellett meghalnia, mert egyik írásában kritizálta Abdulladzsanovot, akihez mellesleg baráti viszony is fűzte.
1996-ban egy orosz újságírót, Viktor Nikulint lőtték le Dusanbéban, aki a Pervij Kanal helyi tudósítója volt. Halála előtt háromszor is kapott telefonon keresztül halálos fenyegetéseket. Ugyanebben az évben a tádzsik kulturális élet megbecsült és befolyásos tagját, a neves filozófust, Muhammad Aszimit is meggyilkolták Dusanbéban, aki értelmiségiek generációját nevelte ki, s sokat tett a tádzsik irodalmi nyelv fejlesztéséért is főleg a tudomány területén.